# Mary Jane Kelly
Mary Jane Kelly (oko 1863. – 9. studenog 1888.) je po mnogima peta, i posljednja, žrtva zloglasnog londonskog serijskog ubojice Jacka Trbosjeka, koji je tijekom ljeta i jeseni 1888. ubijao i sakatio prostitutke u Whitechapelu. Kada je ubijena bila je bez novca, kao i ostale Trbosjekove žrtve, a imala je samo 25 godina.
Prema izvještajima bila je 170cm visoka, imala je ili plavu ili crvenu kosu, a oči su joj bile plave. Navodno je tečno govorila velški jezik.

## Rani život
Kada usporedimo biografske podatke Mary Jane Kelly s ostalim žrtvama Jacka Trbosjeka, oni su puno nepoznatiji od ostalih, iako su i podaci ostalih žrtava bili opskurni. Joseph Barnett, zadnji čovjek s kojim je živjela, rekao je da je rođena u Limericku, Irska (iako nije poznato misli li se na grad ili pokrajinu) oko 1863., te da se njezina obitelj preselila u Wales dok je još Kellyjeva još bila mala.
Barnett je rekao i da se njezin otac zvao John Kelly, te da je radio ili u Caernarfonshireu ili u Carmarthenshireu. Rekao je i da je imala šestero ili sedmero braće, te najmanje jednu sestru. Jedan od njezine braće, Henry Kelly služio je u škostkoj vojsci. Sama Kellyjeva se osim suprugu povjeravala i svojoj prijateljici Lizzie Albrook, kojoj je rekla da joj jedan brat radi u jednom londonskom kazalištu. Njezin stanodavac John McCarthy je rekao da je dobivala pisma od majke iz Irske sve do 1888., no Banrett je negirao te tvrdnje.
Oko 1879., Kellyjeva se navodno oženila s čovjekom znanim kao G. Davies, koji je preminuo dvije ili tri godine kasnije u rudarskoj nesreći, no nijedno istraživanje nije potvrdilo tu tvrdnju.
Jedan izvještaj londonskih novina iz 1888. tvrdi da je Kellyjeva bila majka, što je navelo mnoge Ripperologe da kažu da je Davies, mlađi rođen između 1879. i 1882. No, ta priča, kao i mnoge, sadrži puno faktičkih grešaka.
Kellyjeva je neko vrijeme navodno provela u Cardiffu, gdje je se smatra da je započela s prostitucijom. Ne postoje nikakve dokumenti koji bi to potvrdili. Sama Kellyjeva je rekla da je dosta vremena provodila po bolnicama.
Kellyjeva se navodno iz Cardiffa odselila 1884. i otišla u London gdje je pronašla posao. Jedan klijent ju je navodno pozvao u Francusku, no brzo se vratila jer joj se život tamo nije sviđao. No, ona je nakon tog iskustva voljela se be nazivati "Marie Jeanette" Kelly.

## Povratak u London
U Londonu je dobila nadimke "Fair Emma" i "Ginger", no razlog tih nadimaka je još uvijek nepoznat. Jedne novine su tvrdile da je bila znana i kao "Mary McCarthy", no velika je mogućnost da je to zabuna s prezimenom njezinog bivšeg stanodavca. Kasnije se počela nastanjivati u siromašnijem East Endu, a po izvještajima je živjela s čovjekim znanim kao Morganstone i kasnije sa zidarom zvanim Joe Flemming.
Kada bi bila pijana, pjevala bi irske pjesme. Benett je Kellyjevu prvi put upoznao 8. travnja 1887., a na svom drugom sastanku koji je bio samo dan kanije, dogovorli su se o zajedničkom životu. Godine 1888. preselili su se na adresu Miller's Court 13. Benett je radio u luci, no kada je izgubio redovan posao, Kellyjeva se ponovo vratila na prostituciju. Između njih dvoje je izbila svađa jer je Kellyjeva dijelila sobu s još jednom prostitutkom, te je Benett 30. listopada otišao, no nastavio ju je posjećivati.
Postoje mnoga svjedočenja o Kellyjinim postupcima prije ubojstva. Sažetak svih svjedočanje je da je Kellyjeva bila u pratnji ili s nekim sve nekih 02:00h ujutro kada je tražila novac, no nije ga dobila te se vratila u sobu gdje je naposljetku ubijena. Njezini tadašnji susjedi su rekli da su oko 04:00h ujutro čuli kako netko jeca riječ "Ubojstvo!", no nisu se zabrinuli jer je takvo nešto bilo uobičajeno u East Endu.

## Ubojstvo
U jutro 9. studenog 1888., Kellyjin stanodavac je poslao svog asistenta Thomasa Bowyera da pokupi najamninu. Kellyjeva je nekoliko tjedana kasnila s najamninom. Bowyer je pokucao na njezina vrata, no nitko se nije javljao. Kroz pukotinu u prozoru je otvorio vrata i ušao u sobu. U sobi je vidio brutalno osakaćeno truplo.
Kellyjino tijelo je otkriveno malo nakon 10:45 ujutro. Njezino tijelo otkriveno je u sobi na njezinoj adresu Miller's Court 13. Svjedočenja susjeda sugestiraju da je ubijena oko 04:00h ujutro, jer je jedna susjeda čula kako netko jeca riječ "Ubojstvo!".
Policija je na mjesto zločina stigla 10. studenog 1888. Novine su rekle da je Edward Badham otpratio inspektora Waltera Becka do mjesta ubojstva na koje ih je odveo Thomas Bowyer. Danas se vjaruje da je inspektor Beck bio prvi policijski službenik koji je došao do mjesta ubojstva, a da ga je Badham otpratio, no činjenica da ga je Edward Badham otpratio ne navodi se ni u jednom izvještaju.
Žena pod imenom Caroline Maxwell tvrdila je da je vidjela Kellyjevu živu oko 08:30 ujutro, no kako je i sama priznala da ju je vidjela samo 1 ili 2 puta, a i njezin opis Kelly nije se slagao s opisom koji su dali njezini prijatelji, to svjedočenje se ne smatra točnim. Maurice Lewis, krojač, je rekao da je vidio Kellyjevu živu oko 10:00 ujutro u pubu. Ni ovo svjedočenje se ne smatra točnim jer se ne poklapa s vremenom umorstva koje se pretpostavljalo, a nije bilo svjedoka koji su tu priču mogli potvrditi. Ta kontradikcija kasnije je iskorištena u stripu i filmu Iz pakla, gdje je druga osoba zamijenjena da je Kellyjeva i ubijena je umjesto nje. Post-mortem ubojstva pročitajte tako da slijedite dati link.
Mary Jane Kelly pokopana je u ponedjeljak, 19. studenog 1888.

## Više informacija
- The Complete History of Jack the Ripper - Philip Sugden, ISBN 0-7867-0276-1.

## Vanjske poveznice
- Casebook: Jack the Ripper